# 水磔
水磔（すいたく） は、罪人を逆さ吊りにし、潮が満ちると溺死させる処刑方法。
日本では、1640年、品川沖（鈴ヶ森刑場の近く）で、転向しないキリシタンを水磔にかけたという記録が残っている。満潮時に首から肩の辺りまで水に漬かる高さに逆さに磔を行ったという。